# Міка (комуна, Муреш)
Міка (рум. Mica) — комуна у повіті Муреш в Румунії. До складу комуни входять такі села (дані про населення за 2002 рік):
- Абуш (363 особи)
- Дяж (1499 осіб)
- Кепилна-де-Сус (178 осіб)
- Міка (583 особи) — адміністративний центр комуни
- Херенглаб (881 особа)
- Чеуаш (891 особа)
- Шомоштелнік (306 осіб)

Комуна розташована на відстані 251 км на північний захід від Бухареста, 22 км на південний захід від Тиргу-Муреша, 76 км на південний схід від Клуж-Напоки, 121 км на північний захід від Брашова.

## Населення
За даними перепису населення 2002 року у комуні проживала 4701 особа.
Національний склад населення комуни:
| Національність | Кількість осіб | Відсоток |
| -------------- | -------------- | -------- |
| угорці         | 2591           | 55,1%    |
| цигани         | 1070           | 22,8%    |
| румуни         | 1036           | 22,0%    |
| німці          | 2              | < 0,1%   |
| серби          | 1              | < 0,1%   |

Рідною мовою назвали:
| Мова      | Кількість осіб | Відсоток |
| --------- | -------------- | -------- |
| угорська  | 2613           | 55,6%    |
| румунська | 1126           | 24,0%    |
| циганська | 960            | 20,4%    |
| німецька  | 1              | < 0,1%   |

Склад населення комуни за віросповіданням:
| Релігія        | Кількість осіб | Відсоток |
| -------------- | -------------- | -------- |
| реформати      | 2290           | 48,7%    |
| православні    | 1402           | 29,8%    |
| унітарії       | 438            | 9,3%     |
| п'ятдесятники  | 329            | 7,0%     |
| римо-католики  | 185            | 3,9%     |
| греко-католики | 15             | 0,3%     |
| бретрени       | 6              | 0,1%     |
| адвентисти     | 4              | 0,1%     |
| баптисти       | 2              | < 0,1%   |
| лютерани       | 2              | < 0,1%   |
| не релігійні   | 2              | < 0,1%   |
| атеїсти        | 1              | < 0,1%   |

## Зовнішні посилання
- Дані про комуну Міка на сайті Ghidul Primăriilor